# Patak
Patak ist eine ungarische Gemeinde im Kreis Balassagyarmat im Komitat Nógrád.

## Geografische Lage
Patak liegt 49 Kilometer südwestlich des Komitatssitzes Salgótarján, 
13 Kilometer südwestlich der Kreisstadt Balassagyarmat, an dem Fluss Derék-patak. Die Gemeinde grenzt im Norden an die Slowakei. Nachbargemeinden sind Dejtár, Horpács, Nagyoroszi und Érsekvadkert.

## Geschichte
Im Jahr 1907 gab es in der damaligen Kleingemeinde 297 Häuser und 1362 Einwohner auf einer Fläche von 2831 Katastraljochen.

## Sehenswürdigkeiten
- Béla-Tarnai-Gedenktafel, erschaffen von Gyula Valkó
- Nepomuki-Szent-János-Statue
- Römisch-katholische Kirche Szentháromság, erbaut im 18. Jahrhundert
- Römisch-katholische Kapelle Nepomuki Szent János, erbaut 1860 im barocken Stil
- Römisch-katholische Kapelle Szent Anna, erbaut 1914
- Stausee (Pataki-víztározó)
- Wandgemälde Darvak tánca (Tanz der Kraniche), erschaffen 1968 von Lajos Sváby
- Weltkriegsdenkmal

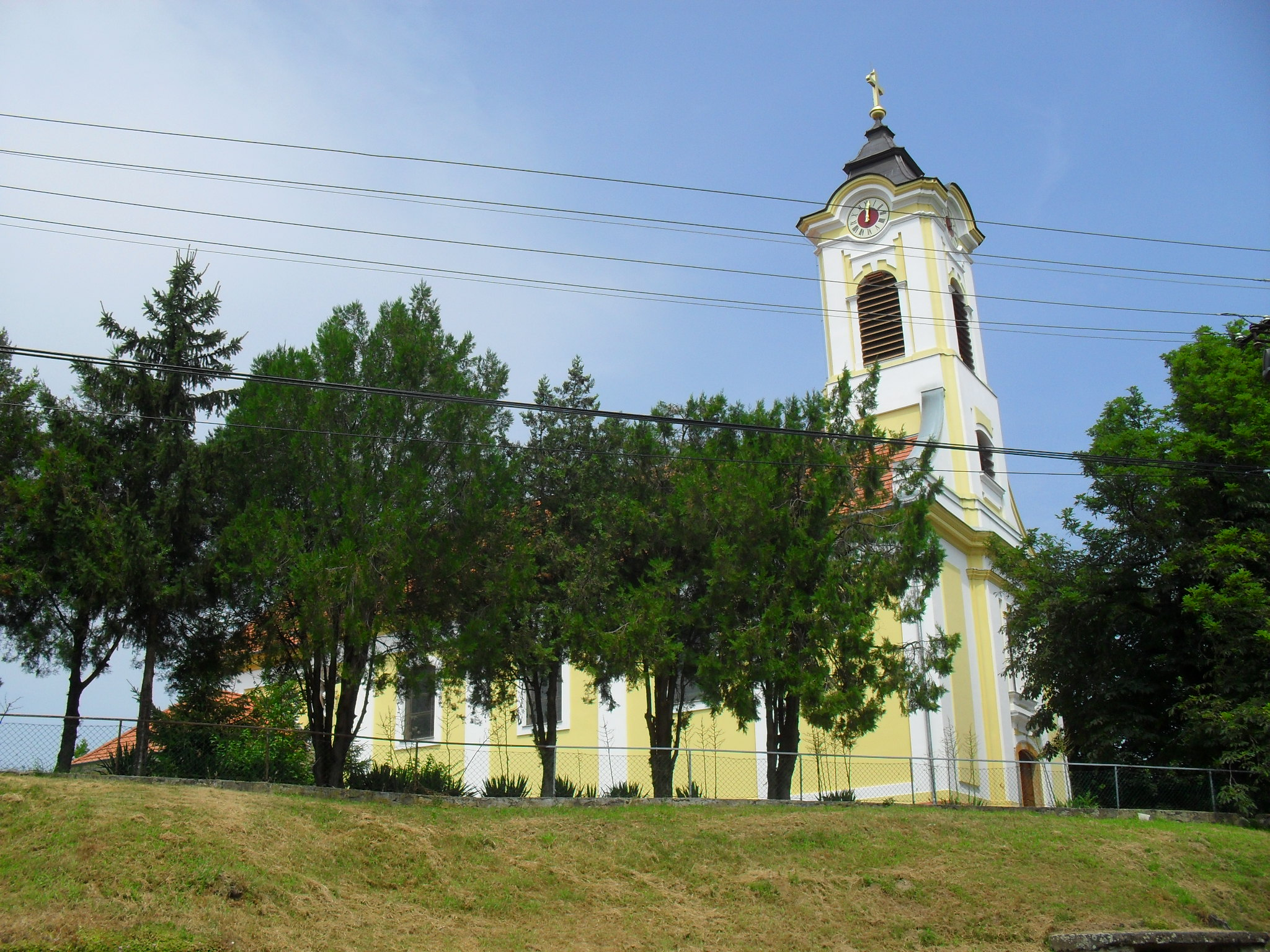
Römisch-katholische Kirche Szentháromság
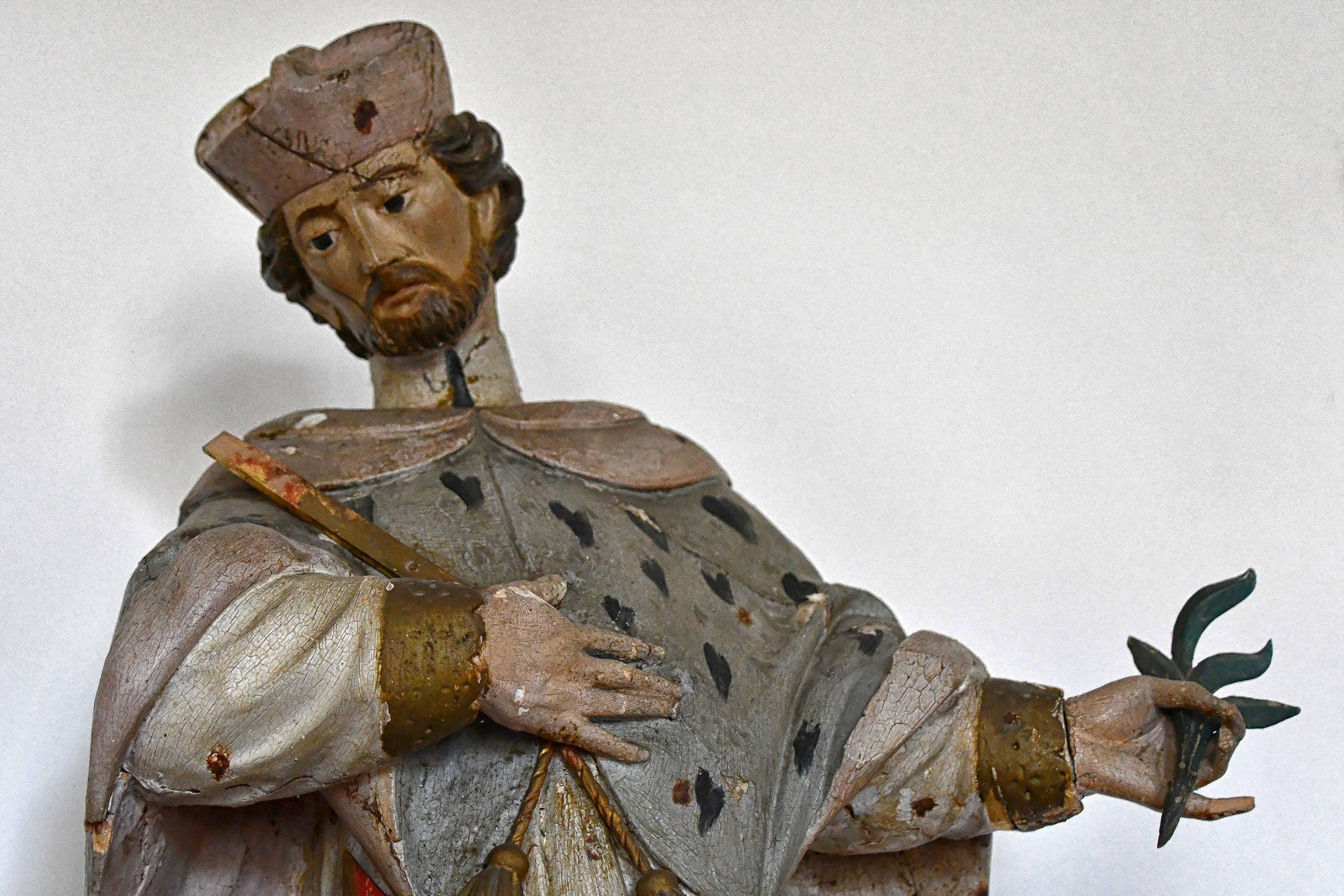
Nepomuki-Szent-János-Statue
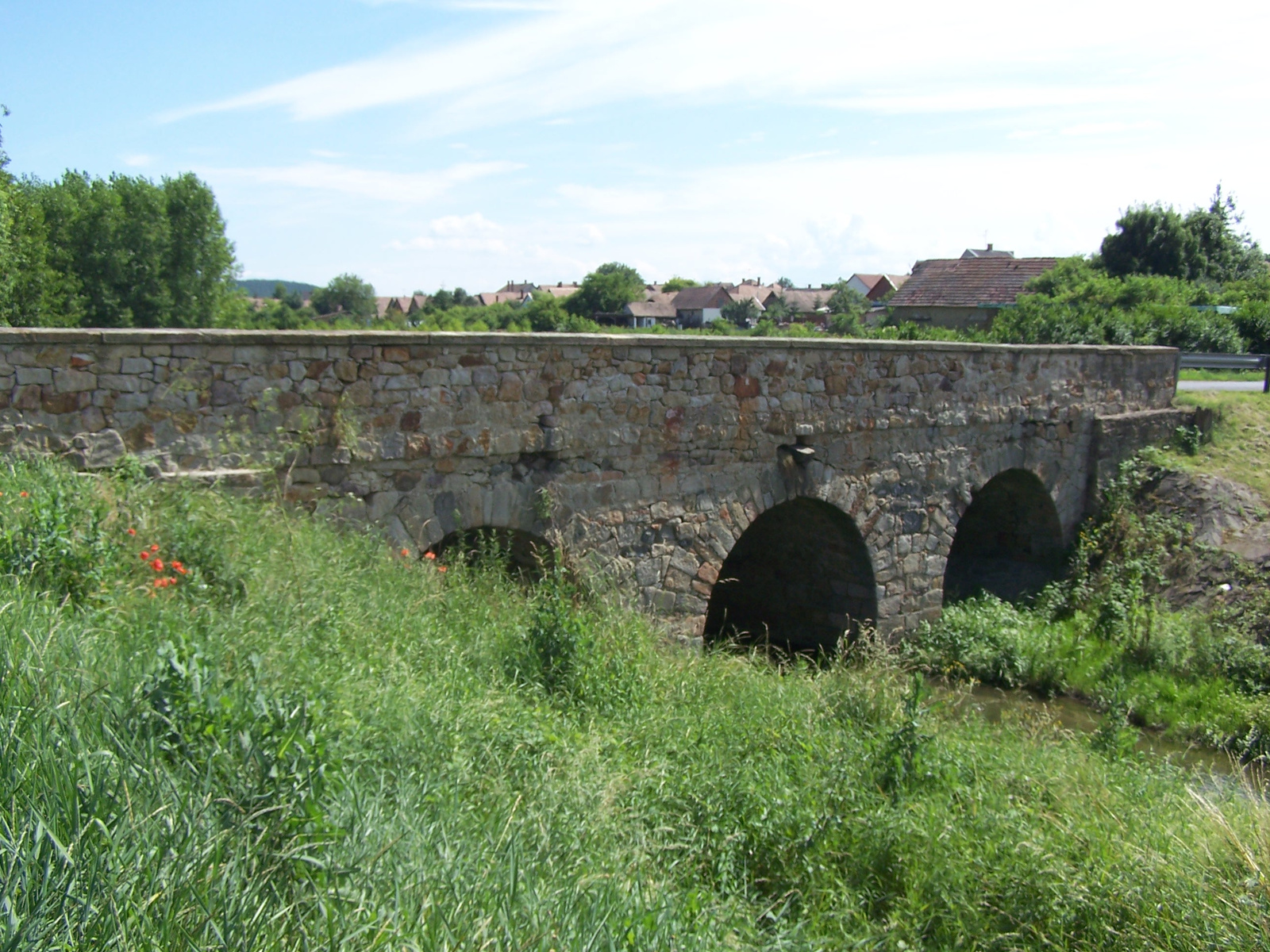
Steinbrücke über den Fluss Derék-patak
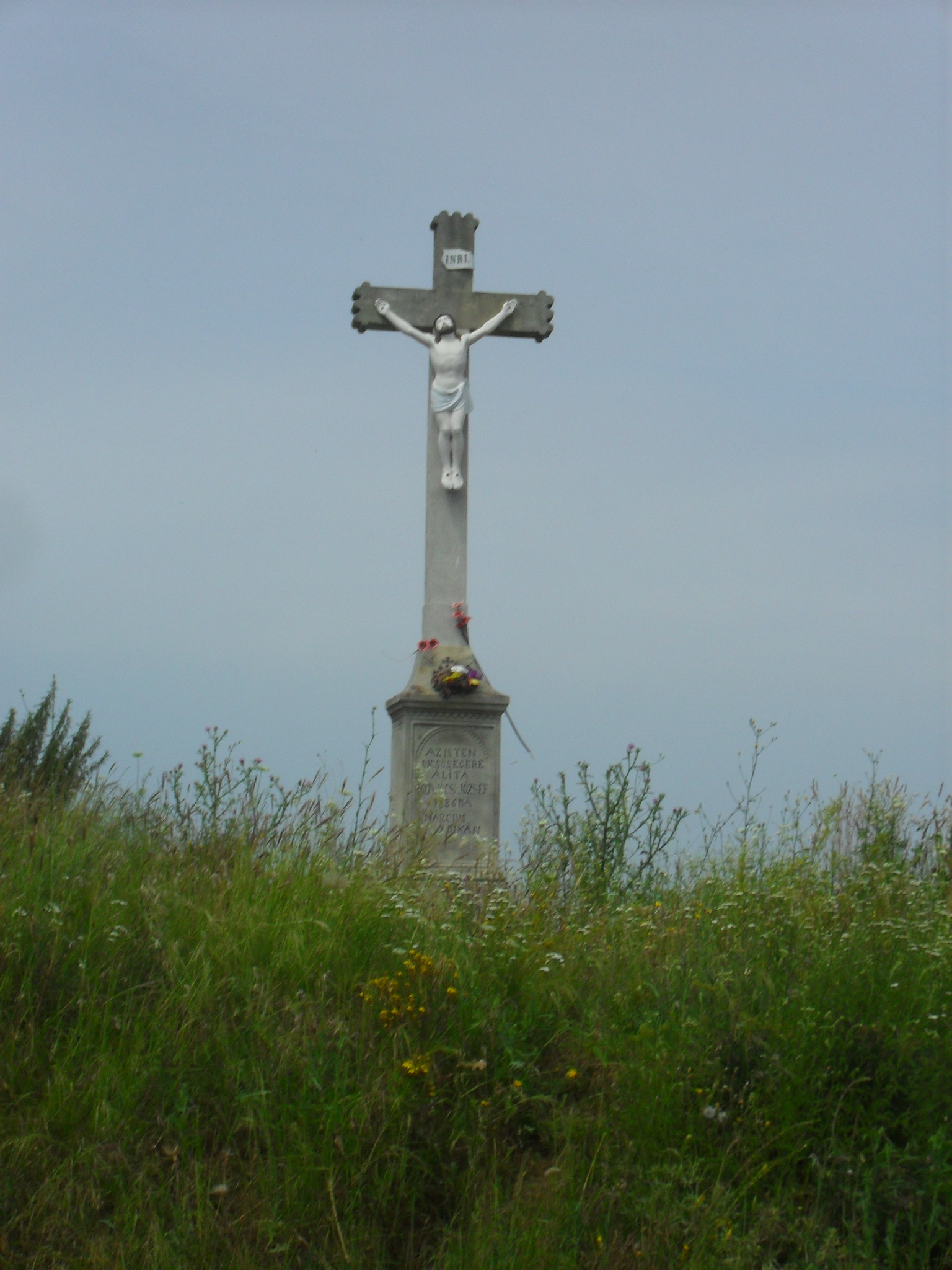
Kruzifix
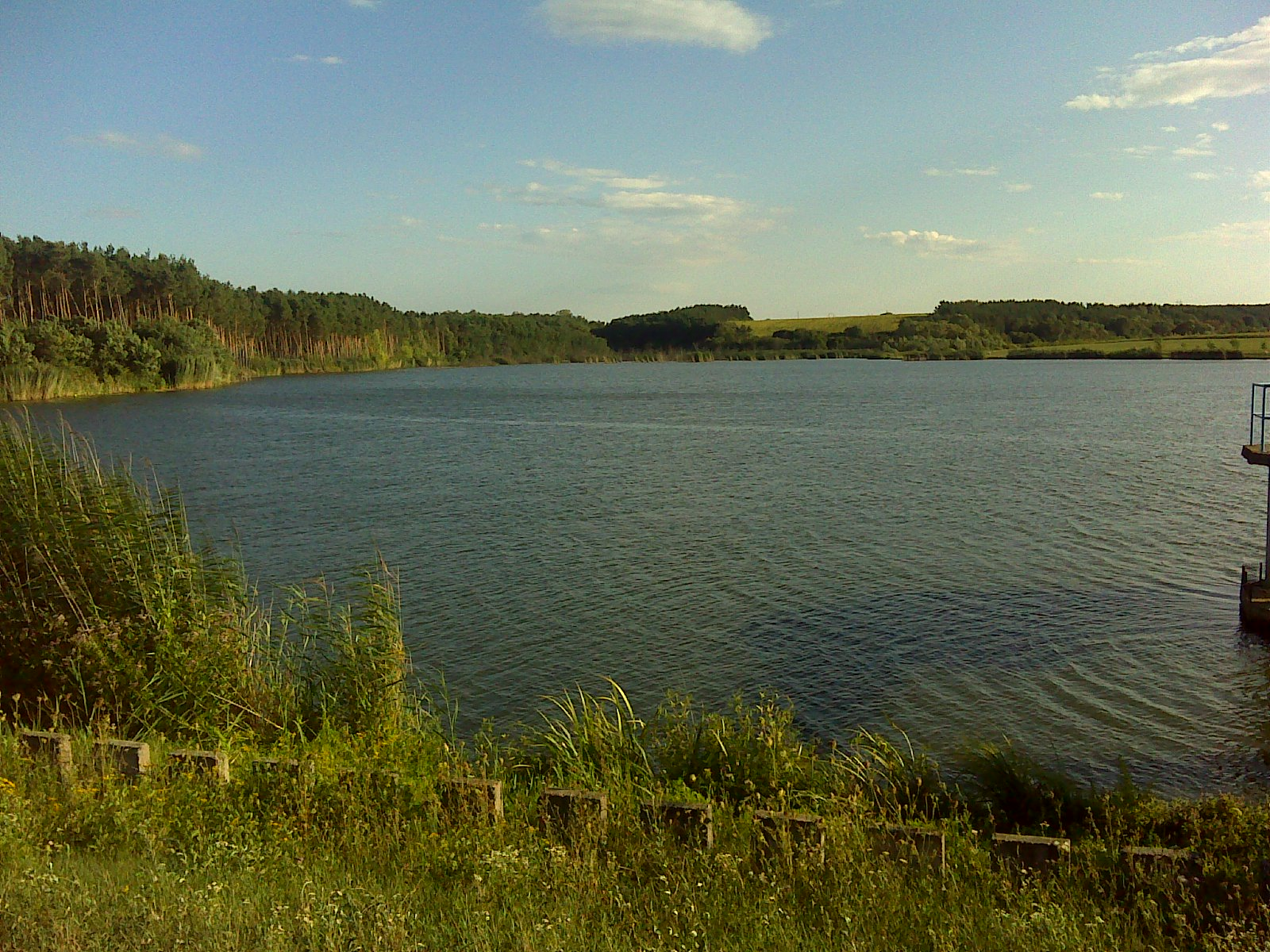
Stausee

## Verkehr
In Patak treffen die Landstraßen Nr. 2201, Nr. 2202 und Nr. 2203 aufeinander. Es bestehen Busverbindungen nach Balassagyarmat, Nagyoroszi und Rétság. Der nächstgelegene Bahnhof befindet sich 6 Kilometer südwestlich in Nagyoroszi.